# Глазомичи (Тверская область)
Глазо́мичи — деревня в Западнодвинском районе Тверской области России. Входит в состав Ильинского сельского поселения. До 2006 года была центром Глазомичского сельского округа.
Находится на реке Усодица в 85 км к юго-западу от районного центра города Западная Двина, в 20 км от посёлка Ильино.
Население по переписи 2002 года — 188 человек, 86 мужчин, 102 женщины.

## История
В конце XVIII-начале XX века село Глазомичи относилось к Велижскому уезду Витебской губернии. Деревянная Никольская церковь (не сохранилась) принадлежала Полоцкой епархии.
В 1970-80-е годы деревня Глазомичи центр сельсовета, центральная усадьба совхоза «Дружба».
В 1997 году — 81 хозяйство, 225 жителей. Администрация сельского округа, неполная средняя школа, клуб, медпункт, отделение связи.